# Prigoria
Prigoria é uma comuna romena localizada no distrito de Gorj, na região de Oltênia. A comuna possui uma área de 66.90 km² e sua população era de 3467 habitantes segundo o censo de 2007.